# Apertochrysa anomala
Apertochrysa anomala är en insektsart som först beskrevs av Tillyard 1917.  Apertochrysa anomala ingår i släktet Apertochrysa och familjen guldögonsländor. Inga underarter finns listade i Catalogue of Life.